# Signe millions cyrillique
Cette page contient des caractères spéciaux ou non latins. S’ils s’affichent mal (▯, ?, etc.), consultez la page d’aide Unicode.
Le signe  ҉ est un caractère diacritique cyrillique historique. Il est utilisé dans la numération cyrillique pour représenter les millions. Il est composé de huit virgules disposées et tournées en cercle.
Le diacritique se place après une lettre cyrillique de base indiquant le nombre d'unités, dont la valeur numérale suit celle dans l'ordre de l'ancien alphabet grec (dont provient l'alphabet cyrillique slavon) et non l'ordre alphabétique cyrillique moderne. La lettre cyrillique de base autour de laquelle se place le diacritique prenait normalement sa forme traditionnelle slavonne pour indiquer son utilisation en tant que numéral, mais les formes modernes peuvent également être utilisées.
Il est représenté dans le jeu de caractère universel de la norme ISO/CEI 10646 et du standard Unicode par le point de code U+0489 (depuis Unicode 3.0), et doit être codé dans les textes après la lettre de base avec laquelle il se combine. En HTML et XML, il peut se représenter par une référence numérique d'entité de caractère &#1161; (en notation décimale) ou &#x489; (en notation hexadécimale) ; il n'y a pas, dans les standards XML ou HTML, de référence nommée d'entité de caractère prédéfinie pour ce caractère.